# 파랑초
파랑초(波浪礁) 또는 딩옌자오(중국어: 丁岩礁; 줄여서 딩옌)는 이어도 북동쪽 4.5 km 지점에 있는 수심 24.6m의 수중 암초다. 대한민국 해양수산부에 의해 2006년 12월 29일 파랑초로 명명되었다.

## 유래
한국어 명칭의 경우, 이어도의 또 다른 명칭이었던 파랑도에서 차용하였다. 이어도라는 지명이 제정·고시된 후 파랑도라는 명칭이 사라졌으나,  제2의 이어도인 이 암초의 존재가 밝혀짐에 따라 파랑초 명칭을 공식으로 붙여 사용하게 되었다.

## 같이 보기
- 국립해양조사원
- 암초
- 이어도
- 가거초